# Enaria alluaudi
Enaria alluaudi är en skalbaggsart som beskrevs av Dewailly 1950. Enaria alluaudi ingår i släktet Enaria och familjen Melolonthidae. Inga underarter finns listade i Catalogue of Life.